# Stazione di Durham
La stazione di Durham (in inglese Durham railway station) è la principale stazione ferroviaria di Durham, in Inghilterra.